# Адут Акеч
Адут Акеч Біор (англ. Adut Akech Bior; нар. 23 грудня 1999) — суданська та австралійська топ-модель.

## Біографія
Акеч народилася у Південному Судані. Виросла у таборі біженців у Какумі, Кенія. У віці семи років разом зі своєю матір'ю та 5 братами та сестрами емігрувати до Австралії, де поселилися у місті Аделаїда.
Розпочала модельну кар'єру у віці 16 років, підписавши контракт з агентством Chadwick Models в Сіднеї. Дебютувала на місцевому показі моди. Потім взяла участь у Мельбурнському тижні моди, де пройшла відбір Yves Saint Laurent для Паризького тижня моди та підписала контракт з агентством Elite Model Management.
З того часу вона брала участь у 4 кампаніях та 2 показах для Saint Laurent, 1 кампанії та 2 показах для Valentino, по одній кампанії для Zara та Moschino, показах для Alexander McQueen, Givenchy, Kenzo, Prada, Lanvin, Loewe, Miu Miu, Acne Studios, Tom Ford, Tory Burch, Jason Wu, Bottega Veneta, Anna Sui, Calvin Klein, JW Anderson, Simone Rocha, Burberry, Off-white, Ellery, Giambattista Valli, Proenza Schouler та Versace.
Адут Акеч знімалася для American Vogue, British Vogue, Vogue Italia, Vogue Paris, I-D Magazine, Le Monde M Magazine, Modern Matter, Numéro, The Gentlewoman, WSJ., T Magazine та Vogue Australia. Вона була на обкладинках журналів I-D Magazine, 10 Magazine Australia, Elle Croatia, L'Officiel Singapore та Le Monde M Magazine. У 2018 році потрапила у «Календар Піреллі» (фотограф Тім Волкер) разом з Сашою Лейн, Lil Yachty, Шоном Комбзом, Вупі Голдберг, RuPaul, Адвоа Абоа, Наомі Кемпбелл та Слік Вудс.
2023 року була частиною кампанії Victoria's Secret разом із Наомі Кемпбелл. З'явилася в травневому випуску американського «Vogue» разом з Наталією Водяновою, Девон Аокі, Наомі Кемпбелл, Анок Яї, Джіджі Хадід, Лю Вень, Ембер Валеттою, Шалом Гарлоу, вшановуючи спадщину Карла Лагерфельда.